# Rhagonycha rambouseki
Rhagonycha rambouseki là một loài bọ cánh cứng trong họ Cantharidae. Loài này được Svihla miêu tả khoa học năm 1993.